# Saint-Julien (Côtes-d’Armor)
Saint-Julien (bret. Sant-Juluan-Pentevr) – miejscowość i gmina we Francji, w regionie Bretania, w departamencie Côtes-d’Armor.
Według danych na rok 1990 gminę zamieszkiwało 1747 osób, a gęstość zaludnienia wynosiła 307 osób/km² (wśród 1269 gmin Bretanii Saint-Julien plasuje się na 360. miejscu pod względem liczby ludności, natomiast pod względem powierzchni na miejscu 1001.).